# Pyrolycus moelleri
Pyrolycus moelleri es una especie de pez de la familia de los Zoarcidae en el orden de los perciformes.

## Morfología
- Los machos pueden llegar a alcanzar los 23,9 cm de longitud total.
- Número de vértebras: 95-96.[1][2]

## Hábitat
Es un pez de mar y de clima polar que vive hasta los 1.336 m de profundidad.

## Distribución geográfica
Se encuentra en el Pacífico suroccidental: Nueva Zelanda.

## Observaciones
Es inofensivo para los humanos. 